# Anthrenus pulchellus
Anthrenus pulchellus is een keversoort uit de familie spektorren (Dermestidae). De wetenschappelijke naam van de soort werd in 1889 gepubliceerd door Raffaello Gestro.